# Jean Nicolas de Francine
Jean-Nicolas de Francine (1662, Paříž – březen 1735) byl ředitelem Académie royale de musique (Královská hudební akademie) v Paříži.

## Život
Jean-Nicolasova rodina přišla do Francie za vlády Jindřicha IV. Francouzského z Florencie.
Dne 18. dubna 1684 se Jean-Nicolas oženil s Madeleine Catherine Lully, nejstarší dcerou Jean-Baptiste Lullyho, za přítomnosti krále Ludvíka XIV.
Po smrti Lullyho získal jeho prvivilegia na uvádění oper.
Zasloužil se zejména o založení oper v Lyonu, Lille, Bordeaux a Rouenu. Francine nebyl skladatel, uváděl díla Lullyho syna Louise, Collasseho, Élisabeth Jacquet de La Guerre a Charpentiera. Navzdory podpoře krále upadl Francine do dluhů a privilegium musel roku 1704 převést na Pierre Guyeneta.
V roce 1715 byl do úřadu povolán zpět, protože Guyenet problémy se ziskovostí nebyl schopen vyřešit. V roce 1728 musel úřad opustit ze stejných důvodů a jeho nástupcem byl jmenován André Cardinal Destouches.